# Notre-Dame-de-Bonsecours
Notre-Dame-de-Bonsecours är en kommun i provinsen Québec i Kanada. Den ligger i regionen Outaouais, i den sydöstra delen av landet, 80 km nordost om huvudstaden Ottawa.